# Giclée

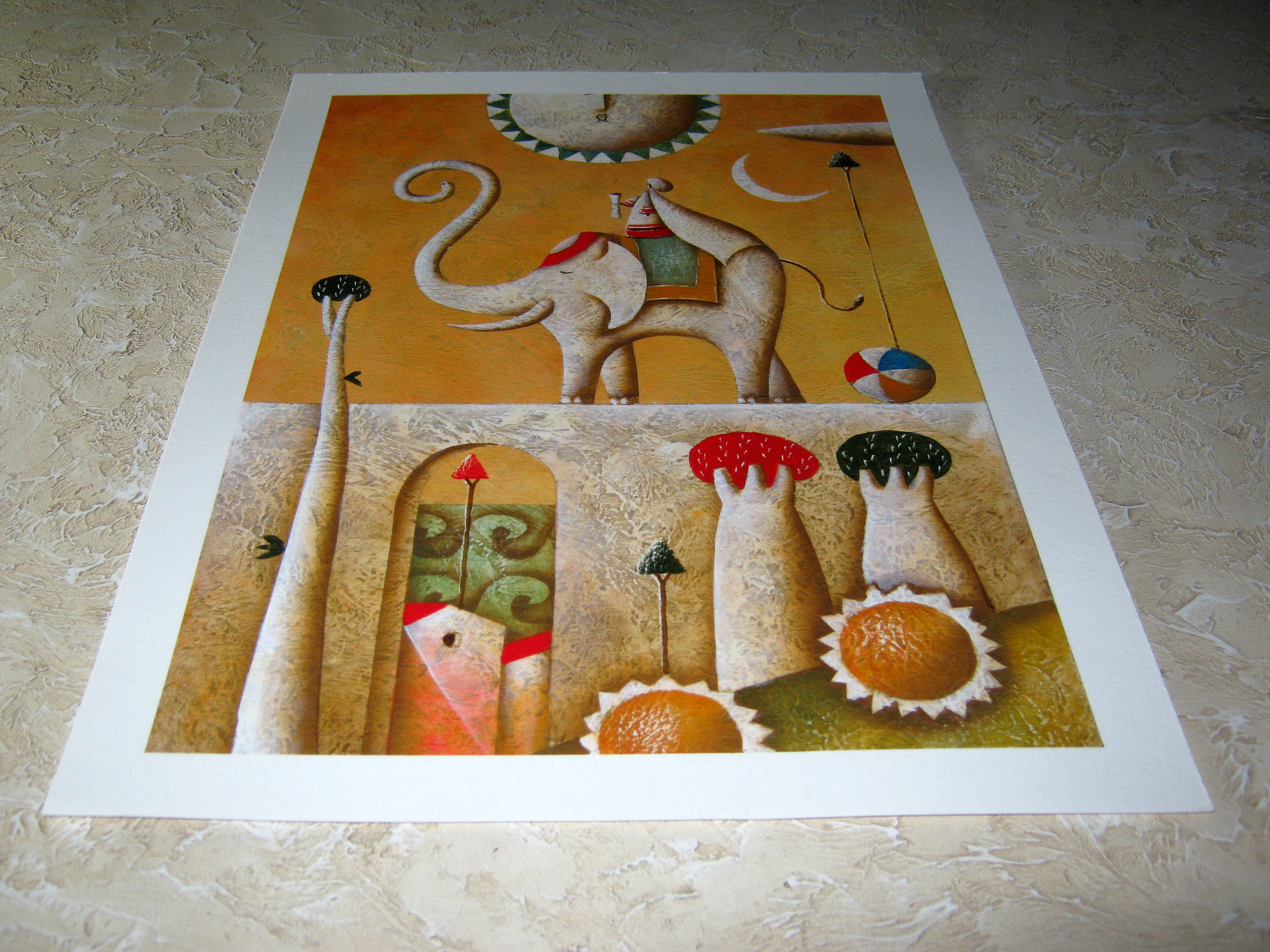
Stampa Giclée

Giclée (pronuncia inglese [dʒiːˈkleɪ]) è un neologismo che descrive il processo di stampa su carta o tela, di opere d'arte digitali usando una stampante altamente professionale a getto d'inchiostro, nulla a che vedere con le comuni stampanti (inkjet) getto d'inchiostro adatte per uso domestico o per l'ufficio. Va tuttavia precisato che il termine è ambiguo in quanto non c'è nessuno standard tecnico previsto, si tratta quindi di un altro modo per definire una stampa "fine art" cioè una combinazione di buon file, buona stampante e buona carta per un risultato appunto "fine art"; una buona stampante a getto d'inchiostro può produrre una stampa giclée se stampata partendo da un buon file e una buona carta fine art.
Il termine "giclée" dal lemma francese "le gicleur" che significa "ugello", o meglio "gicler" che significa "spruzzare". Esso venne coniato nel 1991 da Jack Duganne, uno stampatore di litografie artistiche, per indicare qualsiasi stampa di opere d'arte realizzata con una stampante a getto d'inchiostro. L'intento di questo termine era distinguere queste immagini da quelle realizzate col sistema "Iris proofs". Il nome venne originariamente applicato a stampe d'arte create su stampanti Iris in un processo inventato nei primi anni 1990 ma da allora è sinonimo di alta qualità di stampa a getto d'inchiostro ed è spesso usato nelle galleria d'arte e nei negozi di stampa per indicare tali riproduzioni.

## Origini
Le prime stampe a essere chiamate "giclée" sono state create alla fine del 1980 sui modelli di stampanti a getto d'inchiostro Iris Graphics 3024 e 3047 (la società è stata successivamente rilevata da Scitex, ora di proprietà di Hewlett-Packard). Le stampanti Iris vennero originariamente sviluppate per produrre prestampa, prove da file digitali per i processi in cui la corrispondenza dei colori era difficile come nei prodotti d'imballaggio e nella pubblicazione delle riviste. La loro produzione era utilizzata per verificare che i colori della produzione di massa sarebbero stati simili all'originale. Molte sperimentazioni ebbero luogo per cercare di adattare le stampanti Iris alla riproduzione di colori fedeli ed esteticamente gradevoli nelle riproduzioni di opere d'arte. I colori delle prime stampe Iris tendevano a sbiadire dopo pochi anni. L'utilizzo di nuovi supporti di stampa ha esteso la longevità e la resistenza alla luce delle stampe Iris.

## Descrizione
Un Giclée è una riproduzione individuale, ad alta definizione, stampata su macchinari professionali. I colori sono così più luminosi e insieme alla miscela ad alta definizione ottengono una tonalità continua. La gamma di colori per le illustrazioni in Giclée è inoltre nettamente differente da quella della litografia. I particolari delle immagini sono più accattivanti, colorati con toni più vivaci e più vibranti. I colori riprodotti sono più luminosi, duraturi e ad alta definizione.
Grazie alla loro qualità, le riproduzioni in Giclée si sono affermate tra i collezionisti per la loro fedeltà e qualità e sono spesso esposte nei musei e nelle gallerie. La stampa Giclée ha cambiato radicalmente il processo in modalità digitale della riproduzione di opere d'arte. Poiché artisti e collezionisti pongono molta attenzione alla conservazione delle opere artistiche, e la stampa Giclée ha risposto adeguatamente al problema col suo inchiostro a pigmenti e i suoi supporti di alta qualità, che non si alterano nel tempo: la stampa Giclée è sinonimo di permanenza. La tecnica di stampa Giclée per l'elevata qualità delle riproduzioni e la brillantezza dei colori, superiori alle tecniche di stampa tradizionali, è preferita da artisti, gallerie d'arte e musei di tutto il mondo, ma è ancora poco conosciuta e usata in Italia.

## Uso corrente
Oltre alla sua associazione con le stampe Iris, negli ultimi anni, la parola "giclée," come termine di belle arti, è stata associata a stampe resistenti allo sbiadimento, con inchiostri più stabili (pigmento non più a base di solventi), supporti di archiviazione e stampanti a getto d'inchiostro che li utilizzano. Queste stampanti utilizzano il processo colore denominato CMYK, ma possono avere più cartucce per le variazioni di ogni colore in base al modello di colore CcMmYK (ad esempio gli inchiostri magenta chiaro e ciano chiaro, oltre al magenta e ciano regolari); questo aumenta la risoluzione apparente e la gamma di colori e permette transizioni e gradazioni più fedeli..  Oggi è disponibile una grande varietà di supporti: carta fotografica opaca, carta da acquerello,  tela di cotone o  supporti artistici di vinile.

## Applicazioni
Gli artisti in genere utilizzano la stampa a getto d'inchiostro giclée per realizzare riproduzioni delle loro opere d'arte bidimensionali originali, fotografie o arte generata da computer. Per stampare in maniera professionale, queste stampe sono più costose della stampa Offset di litografie a quattro colori. Il processo utilizzato tradizionalmente per tali riproduzioni (a getto d'inchiostro di grande formato di stampa, può costare più di 40 euro, senza comprendere la scansione e la correzione del colore, contro i 4 euro di una stampa a quattro colori offset litografica della stessa immagine per una tiratura di 1000 pezzi). Tuttavia, poiché l'artista non deve pagare per la commercializzazione e lo stoccaggio di grandi tirature di stampe a quattro colori offset, e dato che lui o lei può stampare e vendere ogni stampa individualmente in base alla domanda, la stampa a getto d'inchiostro può essere un'alternativa economica. Questa ha il vantaggio di consentire agli artisti il controllo totale della produzione artistica, i colori e le superfici su cui avvengono le stampe, con la possibilità di possedere e gestire la propria stampante.